# Campeonato Mundial de Gimnasia en Trampolín de 2017
El XXXII Campeonato Mundial de Gimnasia en Trampolín se celebró en Sofía (Bulgaria) entre el 9 y el 12 de noviembre de 2017 bajo la organización de la Federación Internacional de Gimnasia (FIG) y la Federación Búlgara de Gimnasia.
Las competiciones se realizaron en la Arena Armeets de la capital búlgara. 

## Medallero
| Núm. | País           | Oro | Plata | Bronce | Total |
| ---- | -------------- | --- | ----- | ------ | ----- |
| 1    | China          | 7   | 1     | 1      | 9     |
| 2    | Rusia          | 3   | 4     | 2      | 9     |
| 3    | Bielorrusia    | 2   | 1     | 1      | 4     |
| 4    | Reino Unido    | 1   | 3     | 3      | 7     |
| 5    | Sudáfrica      | 1   | 0     | 0      | 1     |
| 6    | Japón          | 0   | 2     | 1      | 3     |
| 7    | Estados Unidos | 0   | 2     | 0      | 2     |
| 8    | Dinamarca      | 0   | 1     | 1      | 2     |
| 9    | Australia      | 0   | 0     | 1      | 1     |
| 9    | Francia        | 0   | 0     | 1      | 1     |
| 9    | Portugal       | 0   | 0     | 1      | 1     |
| 9    | Suecia         | 0   | 0     | 1      | 1     |
|      | TOTAL          | 14  | 14    | 14     | 42    |